# Benjamin Rothenborg Vibe
Benjamin Rothenborg Vibe  (født 5. marts 1981) er en dansk skuespiller.
Han er mest kendt for sin rolle i Krummerne 3 - Fars gode idé fra 1994. Han debuterede med en lille rolle i Manden der ville være skyldig fire år tidligere.

## Udvalgt filmografi
- Manden der ville være skyldig (1990)
- Den store badedag (1991)
- Det skaldede spøgelse (1992)
- Krummerne 3 - Fars gode idé (1994)
- Klinkevals (1999)
- Juliane (2000)

### Tv-serier
- Mysteriet om det levende lig (1992)
- TAXA (1997-1999)